# カルテット・アマービレ
カルテット・アマービレ（英語: Quartet Amabile）は、日本の弦楽四重奏団。2016年（平成28年）にミュンヘン国際音楽コンクールで第3位となり、同時にコンクール委嘱作品の最優秀解釈賞である特別賞も受賞。

## 略歴
学校法人桐朋学園の学生により2010年（平成22年）に結成された「ローゼ弦楽四重奏団（英語: Quartet Rose）」において、ヴァイオリンの篠原悠那とヴィオラの中恵菜にヴァイオリンの石原悠企とチェロの三井静を加えた4名で、テレビマンユニオン音楽事業部による若い四重奏団の発掘と育成を目的として10月から翌年2月まで実施される一般公開の講習会企画「プロジェクトQ」の、2012年（平成24年）10月からの第10章に参加し、ギュンター・ピヒラーらの指導を受ける。
2013年（平成25年）3月「JTが育てるアンサンブルシリーズ」に出演し岩崎洸と共演。同年、アメリカ合衆国のインディアナ大学システム・ジェイコブズ音楽院の現代日本音楽祭に桐朋学園大学代表として派遣されローゼ弦楽四重奏団として出演。同年9月、JT「期待の音大生によるアフタヌーンコンサート」に出演。
同年10月から、ヴァイオリンの篠原とヴィオラの中にヴァイオリンの桐原宗生とチェロの横田誠治を加えた桐朋学園大学の在学生4名で結成した「リュミエール・クァルテット（英語: Lumiere Quartet）」として、プロジェクトQ・第11章に参加。
2014年（平成26年）10月からのプロジェクトQ・第12章では、篠原と中にチェロの笹沼樹とヴァイオリンの大江馨を加えた4名で参加。
2015年（平成27年）4月からは大江に代わり、リュミエール・クァルテットにヴァイオリンの北田千尋が加入。同年には山口県と福岡県で演奏会を行い、同年6月には学内成績優秀者による第94回・桐朋学園室内楽演奏会に出演。元々、桐朋学園は室内楽が盛んな学校で、室内楽の学級で東京クァルテットの磯村和英から挑戦してみる価値があるとミュンヘン国際音楽コンクールを薦められ、弦楽四重奏をもっと真剣にやってみようかという思いが生まれる。ミュンヘン国際音楽コンクールまでの1年間は、過去にこのコンクールで優勝した磯村からの真剣な指導にひたむきについていき、課題曲をこなしレパートリーを増やし、努力に努力を重ね全部で9曲を完成させ、芸術性を磨き上げる。同年10月からのプロジェクトQ・第13章ではカルミナ四重奏団、今井信子らのマスタークラスを受講。
ミュンヘン国際音楽コンクールに挑むのに、フランス語で光を表すリュミエールという名前では弱いということになり、定説ではないものの弦楽四重奏の名前はアルバン・ベルク（英語: Alban Berg）、アルテミス（英語: Artemis）、アタッカ（イタリア語: Attacca）、地名などAで始まるものが圧倒的に多く、女性が3名いるため「愛らしく」を意味するイタリア語がいいと発案した磯村が、カルテット・アマービレと名付ける。2016年（平成28年）3月、カルテット・アマービレは音楽祭の教育プログラム「第9回・ミュージックアカデミーinみやざき」で講師特別賞を受賞し、その後2019年（令和元年）には宮崎国際音楽祭に出演。2016年（平成28年）4月に第26回・星野リゾートリゾナーレ室内楽セミナー奨励賞を受賞。同年8月、霧島国際音楽祭で室内楽のマスタークラスを受講し第37回・霧島国際音楽祭賞と堤剛音楽監督賞を受賞。ダン・タイ・ソンと共演した2019年（令和元年）以降は毎年出演しており、霧島国際音楽祭の管弦楽団であるキリシマ祝祭管弦楽団の一員としても舞台に立っている。2016年（平成28年）8月末、第12回・ルーマニア国際音楽コンクールでアンサンブル部門第1位とコカ・コーライーストジャパン賞を獲得。
同年9月、難関として知られるミュンヘン国際音楽コンクールの弦楽四重奏部門に挑み、演奏終了後は観客からズバズバと良いことも悪いことも指摘される。本選は全4回戦で日にちも空いていない過酷な日程で、カルテット・アマービレを含めた3組が進出した本選最終日の前日は、笹沼を除く3人の気力と体力が尽き疲れ果ててしまい、もう弾けないと断言され予行演習ができなくなったため、明日のために体力を残しておかねばと演習を終えることとなる。10日の本選最終日は、気持ちは昂ぶっていたが体力的にも精神的にも消耗しており、女性3名の仲間を笹沼が心配するほど残っていた気力はかなり乏しかった。演奏中には最後のときにガンと大きな音を鳴らされ集中力が外されるも、第3位となり特別賞を受賞。審査員の面々は、4名が弦楽四重奏を勉強するにあたりCDをたくさん聴いてきた伝説的な者ばかりだったため、授賞式では本物に囲まれている感動を覚える。受賞後は、コンサートが増えた。同年10月、第10回・横浜国際音楽コンクールの室内楽部門にて第1位および全部門の中でグランプリを獲得。
2017年（平成29年）5月20日、別府アルゲリッチ音楽祭でマルタ・アルゲリッチと共演し、その後2022年（令和4年）11月14日にも同音楽祭で共演。
2018年（平成30年）、第4回・宗次ホール弦楽四重奏コンクールで第1位と聴衆賞を獲得。2018年（平成30年）10月20日に開催される、Hakuju Hall開館15周年記念における藤倉大が作曲した楽曲を演奏する個展の公演に際し、その打ち合わせにおいてがHakuju Hallの支配人である原浩之がカルテット・アマービレのことを藤倉に話し、それなら出演依頼をしてくれないと頼まれるも、留学先の試験がいつかわからないという理由で2週間はっきりとした返答が無いため、やりたいくないんだったらいいよと藤倉から依頼を撤回されかけるが、いやいやちょっと待ってと原が止め出演となる。出演者の中では、まだ世界初演を委嘱されていなかった新倉瞳とカルテット・アマービレであったが、演奏が上手いことが判ったと藤倉から賞賛される。2020年（令和2年）、藤倉大がカルテット・アマービレのために弦楽四重奏曲第3番「アクエリアス（英語: Aquarius）」を作曲し、2021年（令和3年）4月13日にHakuju Hallで世界初演。
2019年（平成31年）3月、第12回・ミュージックアカデミーinみやざきにて講師特別賞を受賞。2019年（令和元年）12月、ニューヨークで行われたヤング・コンサート・アーティスツ国際オーディションで第1位を獲得。
2019年（令和元年）には、スイスのクラン＝モンタナで行われるクランモンタナ音楽祭（英語: Crans Montana Classics）のマスタークラスでエルサレム・カルテット（英語: Jerusalem Quartet）のセミナーを10日間受講しレッスンやコンサートに参加。
2021年（令和3年）3月、第22回・ホテルオークラ賞を受賞。同年5月、気鋭の若手演奏家と経験豊富な演奏家による音楽づくりの現場を公開する、公開リハーサルと本公演の2部構成で行われるMusic Dialogueディスカバリーシリーズで演奏。
数々のコンクールで受賞し優秀な成績を収め、松尾学術振興財団からは2015年（平成27年）度の第26回から2017年（平成29年）度の第28回と、2019年（平成31年 / 令和元年）度の第30回の計4回、松尾音楽助成を受ける。

## メンバー
第1ヴァイオリン：篠原悠那
2024年（令和6年）より、日本センチュリー交響楽団の客員コンサートマスター。2013年（平成25年）の第34回と2014年（平成26年）の第35回に霧島国際音楽祭賞と堤剛より音楽監督賞を、2015年（平成27年）の第36回に霧島国際音楽祭賞を受賞。2015年（平成27年）度・シャネル・ピグマリオン・デイズ・アーティスト。2023年（令和5年）、岩城宏之音楽賞を受賞。アニメ『四月は君の嘘』ヒロイン役「宮園かをり」のモデルアーティスト。使用楽器は宗次コレクションより貸与された1832年製G.Fプレッセンダex“カール·フレッシュ”。
第2ヴァイオリン：北田千尋
2024年（令和6年）より、広島交響楽団のコンサートマスター。2011年（平成20年）に広島市長よりフェニックス賞を、2012年（平成24年）に広島県教育委員会よりメイプル賞を受賞。2015年（平成27年）、ミュージック・アカデミーinみやざきで奨励賞を受賞。
ヴィオラ：中恵菜
Music Dialogueアーティスト。シャネル・ピグマリオン・デイズ室内楽シリーズでは、2018年（平成30年）と2019年（令和元年）に演奏。上原ひろみ ザ・ピアノ・クインテットの一員。新日本フィルハーモニー交響楽団の元首席ヴィオラ奏者。使用楽器は宗次コレクションより貸与された1722年製Domenico Montagnana。
チェロ：笹沼樹
2023年（令和5年）より、東京交響楽団の客演首席チェロ奏者。2015年（平成28年）に第36回・霧島国際音楽祭賞と堤剛音楽監督賞を受賞。2017年（平成29年）、学習院創立百周年記念会館で行われたリサイタルの、天皇と皇后を迎えての天覧公演で演奏。2017年（平成29年）度・シャネル・ピグマリオン・デイズ・アーティスト。Music Dialogueアーティスト。2022年（令和4年）、ソニー音楽財団より第20回・齋藤秀雄メモリアル基金賞のチェロ部門を受賞。使用楽器は宗次コレクションより貸与された1771年製C.F.Landorfi。

## エピソード
桐朋学園大学での授業で、たまたま弦楽四重奏団を組んだのが始まりで、本当なら次の年にはまた別の者と組むはずだったが、2016年（平成28年）にミュンヘン国際音楽コンクールで良い結果となり、同コンクールに出場するため準備した曲目が9曲もあるということで活動を続けることとなる。
「合いすぎてて気持ち悪い」と言う指導者の先生もいたくらい、音を合わせることがあまり障害にはならない珍しい弦楽四重奏団だったが、合いすぎてしまっているが故に表現に繋がらないことがあった。出来上がっているものに対し本当にそれでいいのか？と、あえて普通にやっていることを見直しつつ自然なフレージングにすることに注力し、自分たちのフレージングが出来るようになってくると、今まで合っていると思っていたところが実は細部では合っていなかったことに気付けるようになった。音合わせの際は、1ミリ単位で音を調整していくことによって音楽全体が変わることがよくある。アクセントの解釈も、4名がそれぞれ意見を持っているため解釈の違いをすり合わせていく作業を、単独で演奏する時と比べ弦楽四重奏ではより繊細に念入りに行い、そこが大変でもあると同時にやりがいに繋がっている。
現代音楽は、2016年（平成28年）にミュンヘン国際音楽コンクールに出場した際、コンクール委嘱作品の最優秀解釈賞である特別賞を受賞したことで、意外と得意なんだということに気がつき取り組むようになった。

## 作品

### アルバム
- Music for Strings（2017年9月29日）
- 弦楽のための音楽～ミュンヘン国際音楽コンクール課題曲集（2018年1月11日）
- ざわざわ（2019年6月26日[注釈 7]）
- アクエリアス（2022年7月13日[注釈 7]）
- 未来に伝える三善晃の世界Ⅰ、Ⅱ、Ⅲ（2023年10月7日）

## 出演

### 音楽番組
- クラシック倶楽部（2019年1月25日、2020年3月19日、NHK BSプレミアム）

### バラエティ
- 芸能人格付けチェックBASIC 春の3時間スペシャル（2021年3月30日、テレビ朝日系列）
- どーんと鹿児島（2019年8月28日、2021年8月25、2022年8月24日、2023年8月30日、2024年9月11日、MBC南日本放送[注釈 8]）

### ラジオ
- リサイタル・パッシオ（2017年4月30日、NHK-FM放送）
- WDR3コンサート Quartet Amabile spielt Dai Fujikura（2021年6月7日、WDR 3（ドイツ語: WDR 3）[注釈 9]）